# بورخا فايي
بورخا فايي بالونجا (بالإسبانية: Borja Valle Balonga)‏ (مواليد 9 يوليو 1992) هو لاعب كرة قدم إسباني يلعب في مراكز الجناح الأيسر والجناح الأيمن ولاعب خط الوسط المهاجم ، ويلعب حاليًا لديبورتيفو لاكورونيا الإسباني.

## بطولات وإنجازات اللاعب

### ريال أوفييدو
- الدوري الإسباني الدرجة الثانية بي: 2014–2015.

### كأس اتحاد إسبانيا
- كأس اتحاد إسبانيا: 2013–2014.

## روابط خارجية
- بورخا فايي على موقع قاعدة بيانات كرة القدم.إي يو (الإنجليزية)
- بورخا فايي على موقع Soccerbase.com (لاعب) (الإنجليزية)
- بورخا فايي على موقع Soccerway.com (الإنجليزية)
- بورخا فايي على موقع AS.com (الإسبانية)